# Tropiphlepsia badia
Tropiphlepsia badia är en insektsart som beskrevs av Frederick Arthur Godfrey Muir 1924. Tropiphlepsia badia ingår i släktet Tropiphlepsia och familjen vedstritar. Inga underarter finns listade i Catalogue of Life.